# Maira smaragdina
Maira smaragdina là một loài ruồi trong họ Asilidae. Maira smaragdina được Bigot miêu tả năm 1878. Loài này phân bố ở miền Australasia.